# Zhiryatinsky (huyện)
Huyện Zhiryatinsky (tiếng Nga: ? райо́н) là một huyện hành chính tự quản (raion), của Tỉnh Bryansk, Nga. Huyện có diện tích 745 km², dân số thời điểm ngày 1 tháng 1 năm 2000 là 9300 người. Trung tâm của huyện đóng ở Zhiryatino.